# 昌桥乡
昌桥乡，是中华人民共和国安徽省宣城市泾县下辖的一个乡镇级行政单位。

## 行政区划
昌桥乡下辖以下地区：
昌桥村、新桥村、柏山村、南湾村、汪店村、芦塘村、袁店村、孤峰村、龙桥村、景山村、周冲村、田坊村、华盘村、童疃村、泉水村、新垄村和中桥村。